# Af Klintberg
af Klintberg (fil) är en svensk adelsätt. Släkten härstammar från Skåne. Ättens stamfader Carl Peter af Klintberg adlades 1820 och ätten introducerades 1821 på Sveriges Riddarhus som adlig ätt nummer 2285. Ätten är adlig enligt 37 § 1809 års regeringsform, vilket innebär att endast huvudmannen har adlig värdighet, och endast han skall bära namnet af Klintberg. Övriga medlemmar av släkten är ofrälse och räknas strikt inte till den adliga ätten. Medlemmar av släkten jämte ingifta skriver sig trots detta af Klintberg.
Släkten härstammar från Skåne. Äldste kände stamfader är hejderidaren (kronojägaren) i Lavröd i Bosarps socken i Malmöhus län, Sven Pålsson (Paulsson)  (1688-1743).
Hans sonson, statssekreteraren sedermera presidenten i Kommerskollegium, Carl Peter Klintberg (1767–1826), adlades jämlikt 37 § 1809 års regeringsform, innebärande att endast huvudmannen innehar adlig värdighet den 30 juni 1820 på Stockholms slott av Karl XIV Johan med namnet af Klintberg. Han introducerades den 17 juli 1821 under nummer 2285.

## Vapenbeskrivning
Sköldebrevet som utställdes till honom när han adlades 1820 framhålls att han har utmärkt nit och skicklighet förvalta det statssekreterarämbete som uppdragits honom. Nitet eller fliten kan vara vad de två flygande bin av naturlig färg som syns i skölden. I alla händelser symboliserar bin vanligen flit i heraldiska vapen. Själva skölden är fastställd som engelsk med en spetsig nederdel och tre spetsar upptill med vågskuror. Skölden är delad i sex fält, mellan silver och blå. Det största fältet är av silver och en består av en svart mussla. Möjligt ska detta associeras med bevarandet av förtroenden, i anslutning till uttrycket tyst eller sluten som en mussla. Den tolkningen styrks av att hjälmprynaden innehåller ett förseglat brev, vilket också kan peka på samma sak. Brevet är av silver och svävar mellan ett grönt veteax och ett grönt linstånd med tre naturliga färgade blommor med blad. Lövverket (hjälmtäcket) är utvändigt av silver och innantill blått.  

## Blasonering
| ”                                                                                        | En Engelsk Skjöld, genom twänne nedifrån dess Sidor till midtlen upptill dragna wåg-skuror, delad till en Spits och med en jämn Skura åter tvärdelad, så att däraf uppkomma Sex Fält, af hwilka det Första, Tredje och Femte äro af Silfver, men det Andra, Fjerde och Sjette Blå. Uti det Första och Tredje Fältet ses i hvardera ett flygande Bi af naturlig färg och i det Femte en Svart Mussla. På Skjölden hvilar en öppen Tornerhjelm, prydd med en af Silfver och blått sammanvriden Hjelmkrans, på hvilken står ett grönt Hvete ax till höger och ett grönt Linstånd med trenne naturliga blommor till wänster, bägge med sina på Stänglarne sittande gröna blad, samt mellan dem ett försegladt Bref eller Billet af Silfver. Skjölden omgifwes af Löfvärk, som utwändigt är af Silfver, men innantill blått. | „ |
| – Vapenritningen i original, RHA, (1821-04-21). Transkription: Göran Mörner, 2019-04-28. | |   |

## Kända personer med efternamnet af Klintberg
- Bengt af Klintberg, folklivsforskare
- Carl Peter af Klintberg, ämbetsman
- Elin af Klintberg, journalist
- Gertrud af Klintberg, politiker
- Gunnar af Klintberg, generalmajor
- Hjalmar af Klintberg, amiral
- Karin af Klintberg, journalist
- Lennart af Klintberg, jurist
- Manne af Klintberg, clown
- Märta af Klintberg, pianist
- Gunila Axén, formgivare